# Введенский, Владимир Дмитриевич
Владимир Дмитриевич Введенский (14 июля 1881, Калязинский уезд, Тверская губерния — 3 ноября 1937, Кашин, Калининская область) — святой Русской православной церкви, почитается в лике священномучеников. Память совершается 21 октября (по юлианскому календарю) и в Соборе новомучеников и исповедников Российских.

## Биография
Родился 14 июля 1881 года в селе (погосте) Архангельский Калязинского уезда Тверской губернии в семье священника Дмитрия Введенского. Окончил Тверскую духовную семинарию. Рукоположён в сан священника.
Жил в Скнятино Калязинского уезда: служил в храме.
Был женат, имел сыновей Дмитрия, Михаила.

### Арест, следствие и приговор
В 1937 году арестован и заключён в Кашинскую тюрьму.
Были вызваны свидетели, давшие показания о том, что подозреваемый опровергал материалистическое учение, отстаивая философию идеализма; говорил о том, что существование Бога будет осознано и большевиками. Но один из свидетелей дал усугубляющие показания. Священник Введенский говорил о том, что идея коллективизации обречена и что колхозы со временем развалятся… Утверждал, что в действительности у пресловутой Республиканской армии Испании на счету одни поражения и что советские газеты скрывают по этому вопросу правдивую информацию.
В обвинительном заключении говорилось: хотя обвиняемый не признал себя виновным, но «достаточно изобличается свидетельскими показаниями». Тройка НКВД приговорила Введенского к расстрелу.

## Причисление к лику святых
Отец Владимир причислен к лику святых Новомучеников и Исповедников Российских на Юбилейном Архиерейском Соборе Русской Православной Церкви в августе 2000 года для общецерковного почитания.

## Комментарии
1. ↑  Погост Архангельский располагался «при р. Жабне» по правую сторону тракта из Углича в Москву[1][2]. Не сохранился; ныне — территория Старобисловского сельского поселения в Калязинском районе Тверской области.